# Mesothen erubescens
Mesothen erubescens är en fjärilsart som beskrevs av Max Wilhelm Karl Draudt 1915. Mesothen erubescens ingår i släktet Mesothen och familjen björnspinnare. Inga underarter finns listade i Catalogue of Life.